# 間瀬愛季
間瀬 愛季（ませ あいき、1月17日 - ）は、日本の声優、俳優。兵庫県出身。リマックス所属。

## 略歴
2014年度、代々木アニメーション学院東京校・声優タレントコース卒業。その後、リマックス養成所第8期生を経て、リマックスに所属。

## 人物
趣味としてテニス、ロードバイク、ラーメンをそれぞれ挙げている。特技として殺陣、けん玉をそれぞれ挙げている。
普通自動車第一種免許、ジュエリーアート、日本常識力検定3級の資格をそれぞれ持つ。

## 出演

### テレビアニメ
2018年
- りゅうおうのおしごと!（研究生A）
- citrus（男性）
- こみっくがーるず（男性）
- ソードアート・オンライン オルタナティブ ガンゲイル・オンライン（プレイヤー）
- となりの吸血鬼さん（観客B）

2019年
- 叛逆性ミリオンアーサー（湯もみくん）
- 神田川JET GIRLS

2020年
- 新サクラ大戦 the Animation（クルー）

2021年
- 2.43 清陰高校男子バレー部（応援団）

2022年
- 舞妓さんちのまかないさん（参拝客）
- かぐや様は告らせたい-ウルトラロマンティック-（男性）

2023年
- アイドルマスター シンデレラガールズ U149（イベントスタッフ）
- ビックリメン（学生A）
- 帰還者の魔法は特別です（パインツリーメンバー、ブルームーンメンバー）

2024年
- アイドルマスター シャイニーカラーズ（男性）
- ダンジョンに出会いを求めるのは間違っているだろうかV 豊穣の女神篇（団員）

2025年
- 紫雲寺家の子供たち（通行人B）

### Webアニメ
- アイマリンプロジェクト「DEEP BLUE TOWNへおいでよ」（2017年、魚人B[16]）

### ゲーム
2017年
- CODE OF JOKER Pocket（剛剣吉宗・勇武のウォレス 他）

2018年
- 電脳戦機バーチャロン×とある魔術の禁書目録 とある魔術の電脳戦機

2019年
- ウィザーズシンフォニー
- ぷよぷよ!!クエスト（2019年 - 2020年、フェリックス、カマリ）
- モンスターストライク（2019年 - 2023年、アンスリウム、不信の客 疑心暗鬼）
- ラストピリオド -巡りあう螺旋の物語-（ユエ）

2023年
- ヘブンバーンズレッド（習志野ドーム住人）

2025年
- 9 R.I.P. sequel（冥メイ）

### 吹き替え
- レゴシティ

### デジタルコミック
- 春と恋と君のこと（2020年、浩太）
- ひなたのブルー（2020年、森井与一、校長）
- 回胴風雲児（2023年 - 、源田サトシ）
- アドリブ王子（2023年 - 、ギンブチ、アイス、ナレーション）
- ロックンリール（2023年 - 、直也）
- 大阪いてまえスロッター万枚くん（2023年）
- 真実の愛を見つけたと言われて婚約破棄されたので、復縁を迫られても今さらもう遅いです!（2023年、通行人）

### テレビドラマ
- 相棒 season12（2014年、テレビ朝日）
- ゼロ 一獲千金ゲーム（2018年、日本テレビ）
- ハケン占い師アタル（2019年、テレビ朝日）

### 舞台
- 劇団fool第12回公演「闇」「光」（2016年6月8日 - 12日、萬劇場）[23]
- リマックス新人公演 10th ANNIVERSARY 10周年だョ！全員集合〜OH HAPPY DAY〜（2018年2月13日、サンモールスタジオ） - 梅木班[24]

### その他コンテンツ
- KEIRINグランプリ2015（CM）
- 警察協会（インナーVP）
- 城崎広告（椋居泰生[25]）